# ضوء القمر

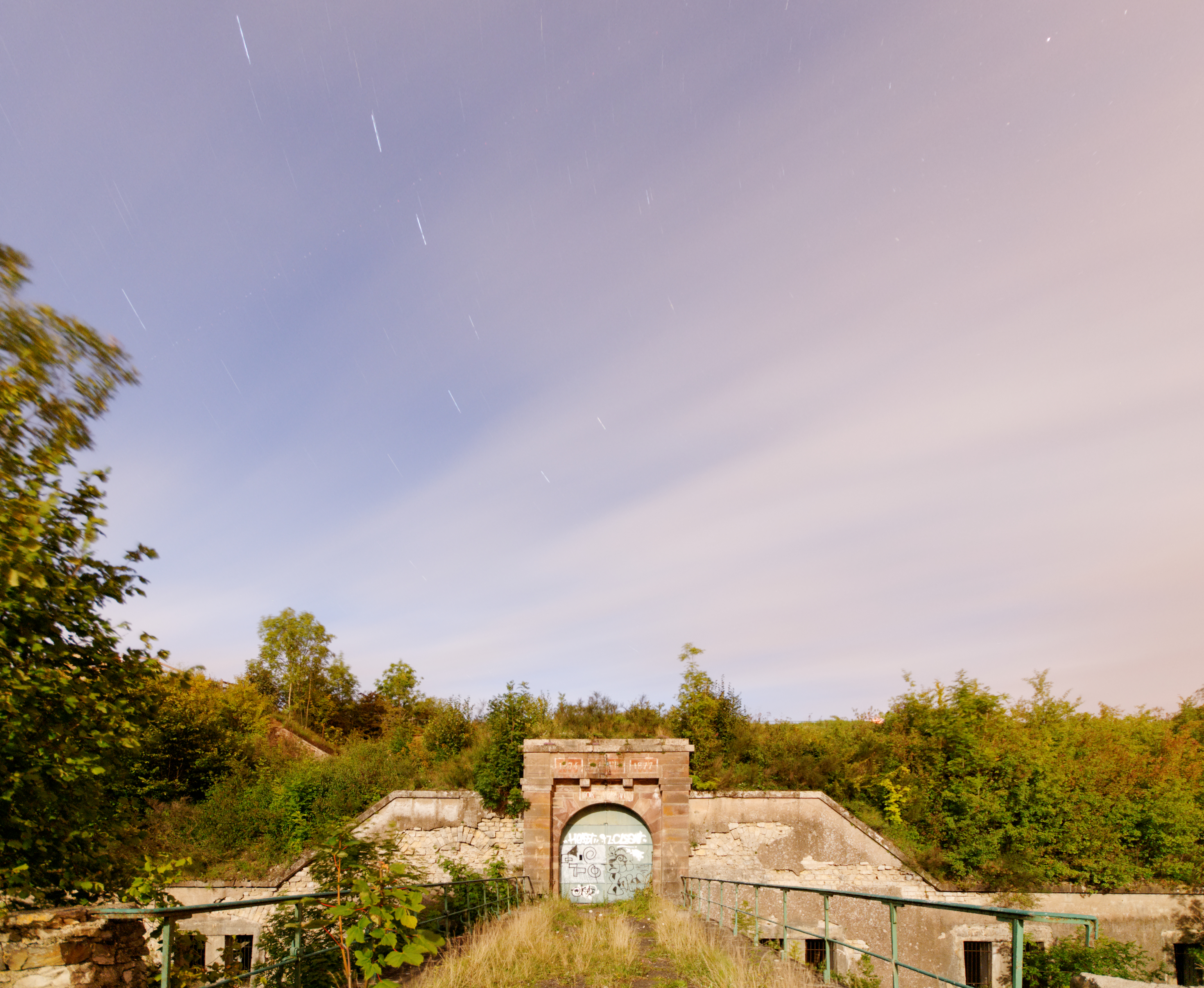
صورة فوتوغرافية ملتقطة بوجود ضوء القمر مع ترك زمن التعريض لحوالي 50 دقيقة.

ضوء القمر هو الضوء الذي يصل الأرض من القمر، والناتج بشكل أساسي عن انعكاس أشعة الشمس من على جرم القمر المعتم، بالإضافة إلى نسبة قليلة جداً من الأجرام المحيطة.
تتفاوت شدة الإضاءة في ضوء القمر حسب دور القمر، حيث تبلغ شدة الإضاءة في البدر (القمر الكامل) حوالي 0.1 لكس. في بعض الأحيان، يمكن قياس شدات أكبر تصل إلى 0.2 لكس، وذلك عند ارتفاعات عالية في أماكن خطوط العرض الاستوائية.

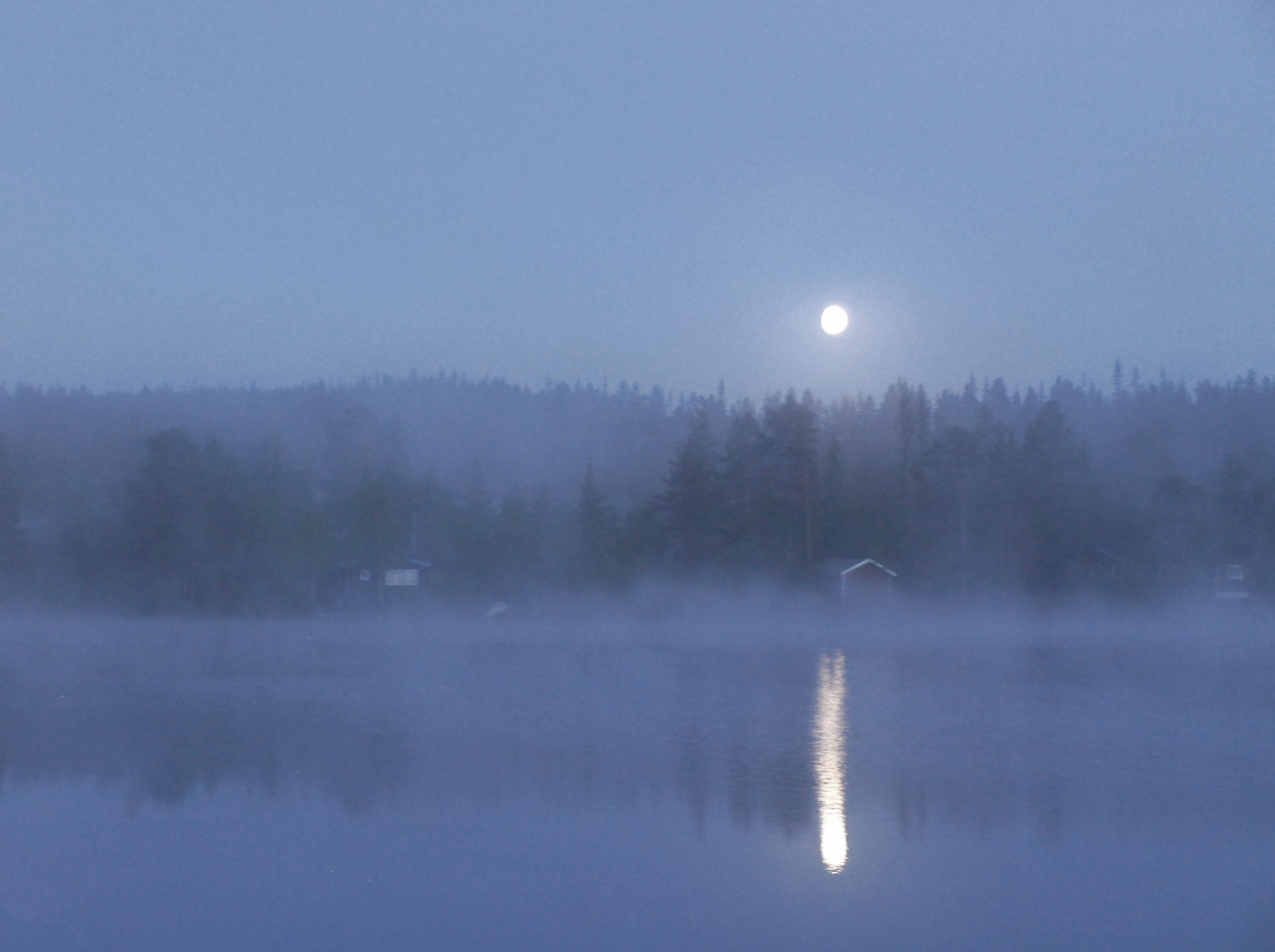
ضوء القمر على بحيرة

بالنسبة للعين البشرية، فإن لون ضوء القمر يميل إلى اللون الأزرق الفاتح، وخاصة عند مرحلة البدر، وذلك بالمقارنة مع مصادر الإنارة غير الطبيعية. وذلك بسبب تأثير بركنجي (ظاهرة بركنجي)، والتي تقول أن العين البشرية تميل إلى رؤية الأشياء بأثر من لون أزرق عند عدم توفر إضاءة كافية.
تبلغ درجة بياض القمر 0.136، أي أن 13.6% فقط من أشعة الشمس تنعكس من على سطح القمر.

## اقرأ أيضاً
- حلقة القمر
- أشعة الشمس